# Telefunken TR 4

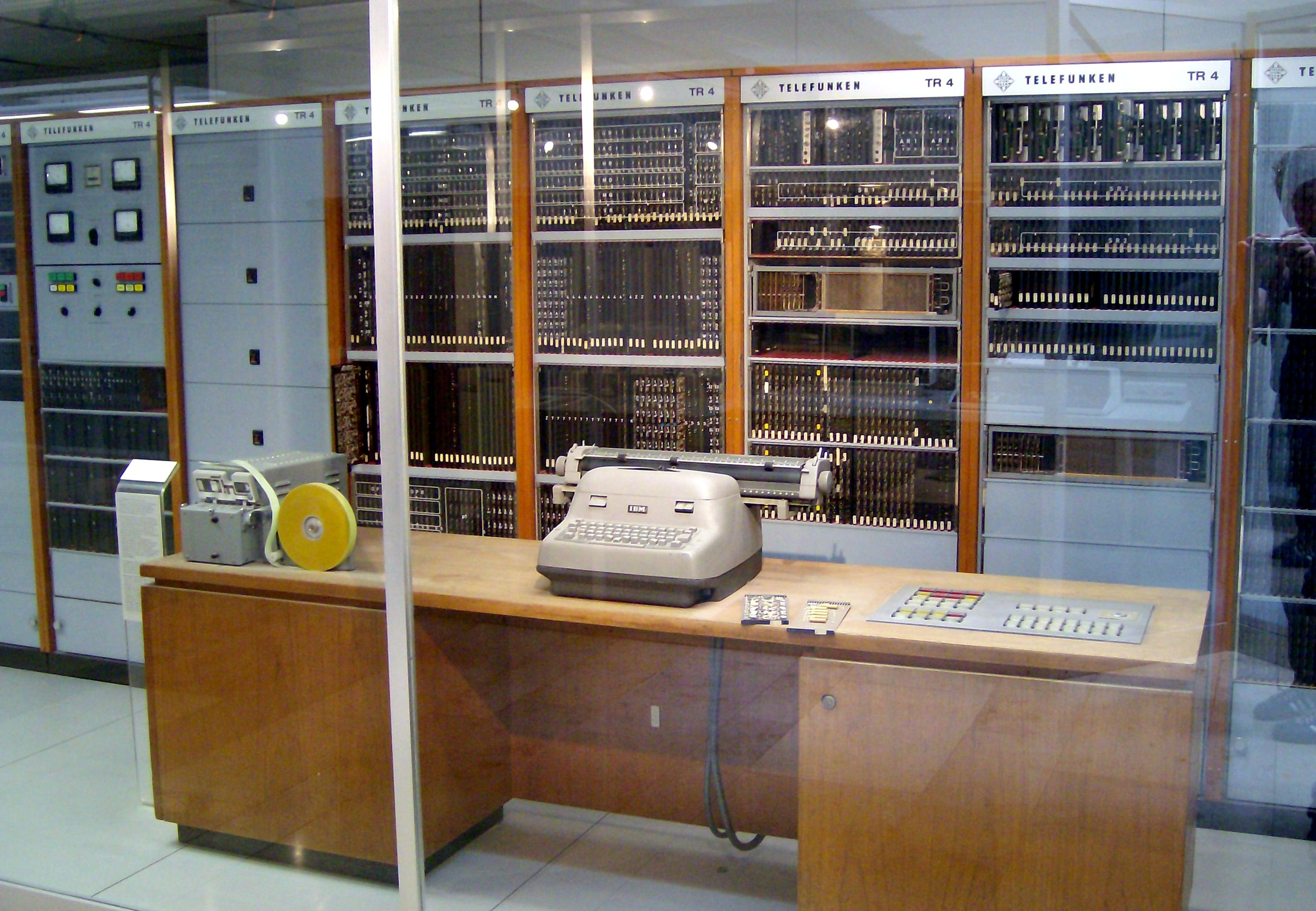
Vue générale du TR4 au Deutsches Museum à Munich

Le TR4 (Telefunken Rechner 4) est le premier ordinateur central (ou grand système, en anglais "mainframe") développé par la société AEG Telefunken. Le prototype initial fût conçu à Backnang en 1956 par la division Telefunken Wide Area Systems (AW), avec des contributions notables de Wolfgang Handel et Otto Müller. Le premier exemplaire fût ensuite présenté au public à la Foire de Hanovre en 1962. Le système complet avec ses périphériques coûtait approximativement cinq millions de marks allemands à leur valeur d'époque, soit environ 13M€ en 2023.
Le premier système fût mis en service cette même année à l'Institut de mathématiques appliquées de l'Université de Hambourg. Au cours des deux années suivantes, l'usine de Backnang livra trois autres TR4 à la Fondation allemande pour la recherche (DFG), à l'Agence fédérale de la sécurité aérienne (BFS) et au ministère des Finances de Rhénanie du Nord-Westphalie, avant que le développement et la production des ordinateurs centraux ne soient transférés à Constance au département informatique de Telefunken, créé en 1959.
En 1967, 23 systèmes étaient installés, dont 19 en Allemagne. Au total, environ 35 systèmes entreront en service, majoritairement en Allemagne et pays frontaliers. Les TR4 de Telefunken ont été localisés, entre autres, dans les centres de données de l'Académie bavaroise des sciences, de l'Université de Stuttgart, de l'Université de Marbourg ainsi qu'à la Bundeswehr, à l'administration fiscale, à la Poste fédérale et à l'Administration fédérale de l'aviation, ou encore pour Eurocontrol à Brétigny-sur-Orge. Le TR4, surtout conçu pour le calcul scientifique, fût également utilisé par les chercheurs Rudolf Allmann, Hans Burzlaff, Erwin Hellner et Werner Fischer pour les analyses de structure cristalline.
Deux exemplaires subsistent aujourd'hui, exposés au Deutsches Museum de Munich et à l'ACONIT à Grenoble.

## Caractéristiques techniques

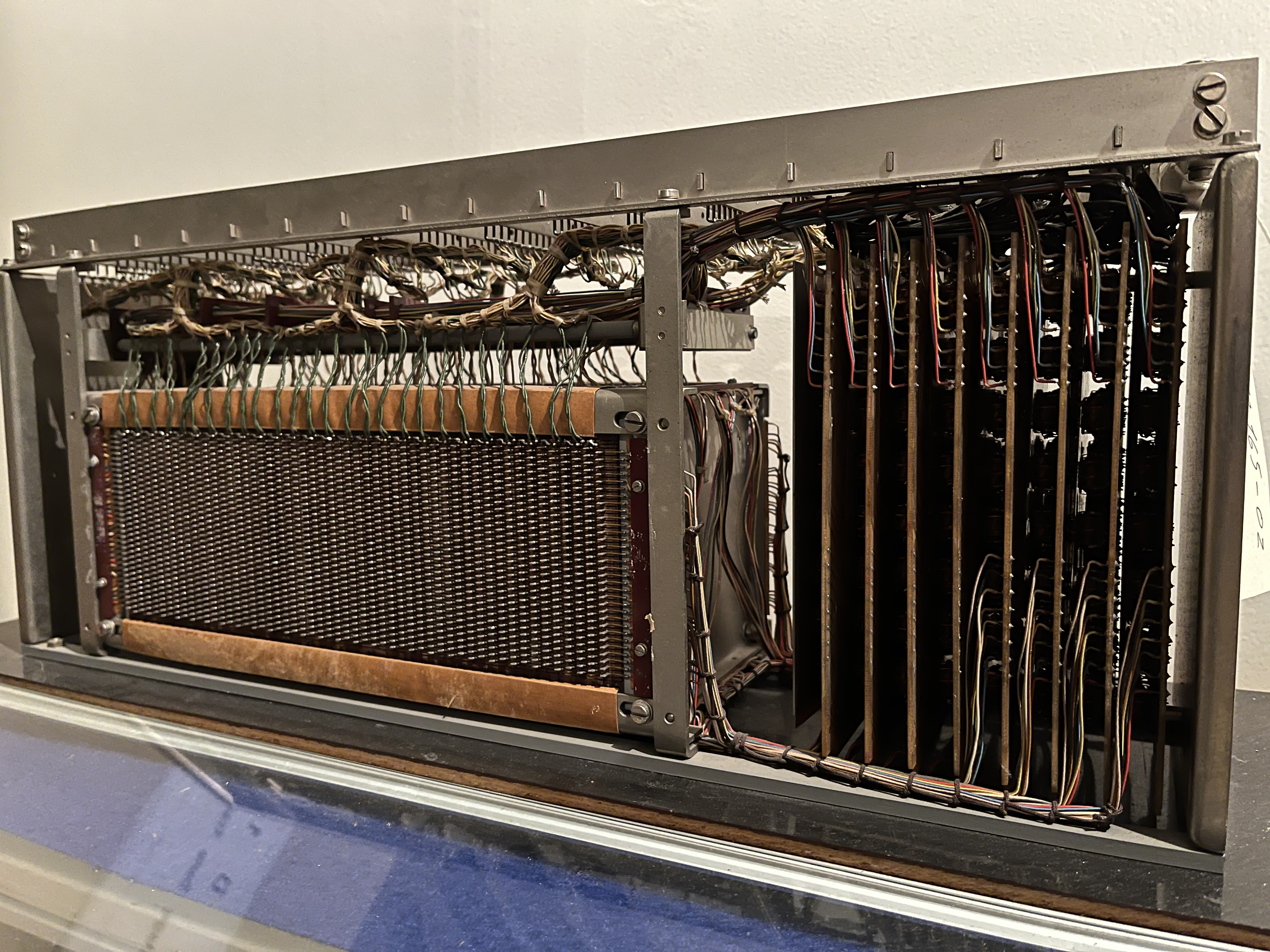
Bloc mémoire principal du TR4, collection de l'ACONIT à Grenoble, France

Le TR4 est un ordinateur binaire parallèle de deuxième génération, à architecture de von Neumann 48-bit, et employant des circuits à semi-conducteurs à logique DTL discrète cadencés à une fréquence d'horloge de 2 MHz. Il dispose d'une mémoire principale à tores magnétiques de 28 672 mots de 50 bits (dont 2 bits d'identification de type) complétée d'une mémoire en lecture seule de 4 096 mots, soit un équivalent total de 192 ko de mémoire. Le processeur, microprogrammé par matrice de diodes, comprend un jeu de 232 instructions codées sur 24 bits, dont 8 bits d'opcode et 16 bits d'adressage. Sa vitesse est d'environ 70 000 instructions par seconde.
La saisie et la sortie des données étaient effectuées à l'aide de lecteurs ou perforateurs de bandes magnétiques, de bandes perforées et de cartes perforées, d'imprimantes en ligne, de traceurs et de téléscripteurs. Un tambour sera rajouté à l'offre en 1967.
Le système d'exploitation du TR4, BS, fonctionnait avec un thread principal exécutant une file de tâches en mode batch, avec support de la multi-programmation et du lancement de processus en parallèle de l'ordonnanceur. Il a été créé en collaboration entre Telefunken et la Commission pour l'informatique électronique de l'Académie bavaroise des sciences et le centre de calcul du TH Munich (aujourd'hui le Leibniz Computing Center ). En plus du système d'exploitation et des utilitaires, les assembleurs Externcode, SUSA et TEXAS, le compilateur ALGOL 60 ALCOR accompagné d'une bibliothèque de routines scientifiques, un compilateur Fortran et un compilateur COBOL étaient disponibles,,,,,,,.
Le TR 4 sera remplacé en 1970 par le TR 440 à circuits intégrés, d'une performance dix fois supérieure (0.9 MIPS contre 0.07 MIPS) et compatible avec son prédécesseur, ainsi que du mini-ordinateur TR 86.